# Lutzomyia ottolinai
Lutzomyia ottolinai är en tvåvingeart som först beskrevs av Ortíz I., Scorza J. V. 1963.  Lutzomyia ottolinai ingår i släktet Lutzomyia och familjen fjärilsmyggor.
Artens utbredningsområde är Venezuela. Inga underarter finns listade i Catalogue of Life.